# Иду к людям
«Иду́ к лю́дям» — повесть советского писателя Георгия Садовникова, рассказывающая о молодом историке Несторе Северове, ставшем учителем в вечерней школе. В 1972-1973 годах режиссёром Алексеем Кореневым по повести был снят четырёхсерийный фильм «Большая перемена». После выхода фильма повесть также издаётся под названием «Большая перемена».

## История создания
В 1956 году Георгий Садовников окончил историко-филологический факультет Краснодарского пединститута, после чего в течение одного года работал учителем в вечерней школе. В 1962 году он написал свою вторую повесть, для создания которой использовал воспоминания об этих временах. Так, попавшие в повесть эпизоды с учениками, прячущимися от учительницы в туалете, или побегом с уроков на танцы, по воспоминаниям автора, были взяты из его недолгого педагогического опыта.
Вместе с режиссёром Алексеем Кореневым Георгий Садовников на основе повести создал сценарий фильма под рабочим названием «Приключения школьного учителя». Выбранное в итоге в качестве финального варианта название «Большая перемена» придумал и предложил съёмочной группе оператор Анатолий Мукасей.
По словам автора, в повести главенствует тема библейского призыва «возлюби ближнего своего», который в период хрущеской оттепели «стал знаменем многих молодых писателей».

## Сюжет
Молодой историк Нестор Северов, от лица которого идёт повествование, проваливается при поступлении в аспирантуру, проиграв состязание за место своей девушке Лине, и решает стать школьным учителем. Ему достаётся работа в вечерней школе, многие учащиеся которой намного старше самого Северова.
Помимо непосредственно преподавания истории, Северов ищет способы добиться того, чтобы его ученики хотели учиться и регулярно посещали школу, применяя для этого самые разные средства, в том числе:
- Чтобы рационализатор-самородок Федоскин понимал смысл в фундаментальном образовании, Нестеров договаривается с конструкторским бюро завода, чтобы те не делали расчёты по предложениям Федоскина, оставляя эту работу ему самому. Осознав нехватку знаний, требуемых для таких расчётов, бросивший школу Федоскин возвращается к занятиям.
- Северов договаривается с врачами, чтобы для переливания крови заболевшему прогульщику Лазаренко использовалась кровь самого Нестора Петровича, у которого «тяга к наукам в крови». После выздоровления Лазаренко действительно начинает посещать школу.
- Рабочий Ляпишев не может регулярно ходить в школу, потому что каждую вторую неделю должен работать во вторую смену, а уступать ему первую смену отказывается напарник Ляпишева Петрыкин. Северов нарочно бросается в воду казачьей реки Старая Кубань, а когда находившийся неподалёку Петрыкин спасает тонущего учителя, тот, в частности, рассказывает журналисту, что Петрыкин не только достал его из воды, но и согласился поменяться сменами с Ляпишевым, чтобы тот мог учиться на постоянной основе. Петрыкину приходится согласиться.
- Чтобы у ученика Функе хватало времени на подготовку к урокам, Северов подменяет его во время футбольного матча. Команда проигрывает матч из-за неопытности Северова-вратаря, но Функе получает высокую отметку по ранее не дававшемуся ему предмету.

Особенно трудно Северову даются его отношения с учеником Григорием Ганжой, мотивация которого долгое время остаётся непонятной для педагога. В конце повести Нестор узнаёт, что на самом деле у Григория уже есть среднее образование, а в вечернюю школу он пошёл, чтобы чаще видеть учительницу русского языка и литературы Светлану Афанасьевну, с которой раньше был в близких отношениях. Северов помогает Ганже и Светлане Афанасьевне понять, что они оба неравнодушны друг к другу.
Сам Нестор также оказывается вовлечён в романтическую историю: в него тайно влюбляется ученица Нелли Леднёва. После их объяснения в конце повести они остаются друзьями, а связать свою личную жизнь Нестор Петрович планирует с Линой, которая после перерыва в отношениях возвращается к нему.

## Основные персонажи

##### Главный герой
Нестор Петрович Северов — молодой историк, на момент начала действия повести ему 22 года. Он невысок (160 см), рыжеват и выглядит даже моложе своих лет (для того, чтобы казаться старше, Северов пробует отпускать бороду или ходить с тростью, но это не помогает). После провала на экзаменах в аспирантуру становится учителем в вечерней школе. В одной из глав упоминается, что в школе Северов получает крайне скромный заработок в 52 рубля в месяц (хотя сам он в споре с учеником из стеснения упоминает сумму в 70 рублей). Болеет за «Торпедо». Имя Нестор по всей видимости отсылает к древнерусскому агиографу Нестору Летописцу.

##### Девятый «А»
- Иван Федоскин — староста класса, работает на компрессорном заводе, рационализатор-самородок
- Нелли Леднёва — ученица, тайно влюблённая в Нестора Петровича. Сам Нестор описывает внешность Леднёвой так: «тяжёлые плечи и руки женщины, укладывающей камни на мостовой, а личико девочки-подростка, нежное и, на мой взгляд, миловидное»
- Степан Семёнович Леднёв — ученик того же класса, отец Нелли Леднёвой. Отец-одиночка, продолжающий обучение в вечерней школе и из соображений карьеры, и из искреннего интереса к знаниям
- Григорий Ганжа — молодой ученик, как выясняется в конце повести, ранее уже окончивший школу и получивший аттестат зрелости. По словам Леднёвой, «баламут, но добрый». До времени действия повести побывал рыбаком на пароходе и солдатом
- Геннадий Ляпишев — худощавый и гибкий парень, больше интересующийся танцами и развлечениями, чем учёбой
- Виктория Коровянская — безработная девушка, для зачисления в вечернюю школу на один день устроившаяся в ателье и сразу уволившаяся оттуда по собственному желанию. В период отсутствия Федоскина выполняет функции старосты, потому что хорошо осведомлена о жизни всех одноклассников, которые называют её «наше справочное бюро»
- Пётр Тимохин — работник завода, до этого служивший рабочим сцены в драмтеатре. В повести характеризуется так: «расчётливый парень, он вечно что-то покупал-продавал, обменивал что-то на что-то. И ничего не давал даром». Тайно влюблён в Викторию Коровянскую
- Карл Функе — выходец из волжских немцев, при этом хуже всего успевающий именно на уроках по немецкому языку. Увлекается футболом, играет на позиции вратаря.
- Надежда Исаевна Гусева — староста класса, которую Нестор про себя описывает словами «традиционная бабушка»
- Егор Нехорошкин — худощавый небритый мужчина
- Авдотьин — описывается в повести как «верзила»
- Маслаченко — ещё один взрослый ученик класса, 45 лет, с обилием морщин и плешью
- Виктор Лазаренко — учащийся, переставший ходить в школу, аргументирующий своё решение бо́льшим заработком, чем тот, на который может рассчитывать в случае получения образования.
- Другие ученики класса — Скудин, Редькина

##### Работники вечерней школы
- Екатерина Ивановна — директриса
- Светлана Афанасьевна — учитель русского языка и литературы
- Алла Кузьминична — завуч, также учитель русского языка и литературы
- Эмма Васильевна — учитель математики
- Леокадия Ивановна — учитель биологии
- Дина Юрьевна — учитель немецкого языка
- Тётя Глаша — техничка

##### Другие персонажи
- Лина (Полина) Кузькина — сельская учительница, девушка Нестора Северова
- Иван Иванович Волосюк — профессор
- Николай Васильевич Петрыкин — сменщик Геннадия Ляпишева
- Иванов — инженер на заводе
- Баба Маня — старушка, в доме которой Нестор снимает комнату
- Мария Ивановна — мать Григория Ганжи

## Отличия от экранизации
Повесть «Иду к людям» содержит существенное количество отличий от поставленного по ней фильма «Большая перемена». Наиболее существенные отличия:
- Действие книги происходит в Краснодаре. В фильме место действия не называется, но во многих сценах видно, что съёмки проходили в Ярославле.
- В вечерней школе Нестор преподаёт в нескольких классах, а не только в девятом «А», как в фильме. В частности, в повести довольно подробно рассказывается про шестой класс, некоторые персонажи которого (например, Авдотьин) в экранизации также оказались в девятом классе, вместе с другими героями.
- В экранизации отсутствует одна из ключевых сцен повести, связанная с постановкой в школе романа «Евгений Онегин», в которой по стечению обстоятельств Нестору Петровичу приходится исполнять роль Татьяны Лариной.
- В повести Ганжа и Светлана Афанасьевна — не муж и жена. При этом, согласно повести, у Ганжи уже есть аттестат, а в школу он пошёл только для того, чтобы видеться со Светланой Афанасьевной.
- В милицию Ганжа попадает не за «аттракцион неслыханной жадности», а за то, что ударил Ляпишева, позволившего себе фривольную реплику о Светлане Афанасьевне.
- Для фильма были придуманы новые сюжетные линии: милиционер, который вместе с Ганжой ходит на уроки, Леднёв, залезающий через окно в класс, эпизод с тётей Глашей, давшей звонок ранее положенного срока, любовный треугольник с участием старосты Федоскина и другие.
- В экранизации отличаются имена некоторых персонажей: так, профессор Иван Волосюк в фильме стал Виктором, ученик Карл Функе — Отто Фукиным, Николай Васильевич Петрыкин — Александром Трофимовичем, а невеста Нестора Лина Кузькина стала носить фамилию Иванченко, а называют её в фильме только полным именем Полина.